# 杜博韋
杜博韋是烏克蘭西部外喀爾巴阡州佳奇夫区杜博韦市镇内的市級鎮及其行政中心。處於泰雷斯瓦河畔，距離佳奇夫33公里，始建於十世紀，海拔高度411米，2011年人口為9,591。